# 4234-es mellékút (Magyarország)
A 4234-es számú mellékút egy 48 kilométer hosszú, négy számjegyű országos közút Békés vármegye területén. Szeghalom és Gyula között húzódik, feltárva a két város közt fekvő kisebb településeket is.

## Nyomvonala
Szeghalom külterületén, a városközponttól keletre ágazik ki a 47-es főútból, annak a 79,150-es kilométerszelvényénél, dél-délnyugati irányban. 1,1 kilométer után, nyílt vonali szakaszon keresztezi a Körösnagyharsány–Vésztő–Gyoma-vasútvonal és a Békéscsaba–Kötegyán–Vésztő–Püspökladány-vasútvonal közös szakaszának vágányait, majd 1,7 kilométer után dél-délkeleti irányba fordul. A 3. kilométere után kiágazik belőle egy számozatlan, alsóbbrendű út keleti irányban, Szeghalom Nánásitanya településrésze felé, majd keresztezi a Sebes-Körös folyását. A túlparton is egy darabig még szeghalmi határrészek között folytatódik, több kisebb-nagyobb irányváltással, majd a 6,150-es kilométerszelvénye táján, ott dél felé haladva kilép a városból.
Vésztő közigazgatási területén folytatódik, s a két város határának átlépésétől egyben a Körös–Maros Nemzeti Park Mágor-pusztai természetvédelmi területének keleti határvonalát is képezi, majdnem pontosan a 12. kilométeréig. Közben 8,8 kilométer után, ahogy eléri a Sebes-Körös itteni holtágának vonalát, azzal párhuzamos irányba kanyarodva, délkelet felé, sőt egy idő után még keletebbnek húzódik tovább. 9,5 kilométer után ágazik ki belőle dél felé egy alsóbbrendű bekötőút, ezen érhető el a Mágor-pusztai régészeti feltáróhely és az ahhoz kapcsolódó turisztikai látnivalók. 10,5 kilométer után az út keresztezi az előbbi holtágat, majd 12,7 kilométer után egy másikat is, és egyúttal belép Vésztő belterületére.
A városban Wesselényi utca néven húzódik keleti irányban, majd a 13,750-es kilométerszelvénye táján egy elágazáshoz ér. Észak felől itt torkollik bele a 4222-es út, 19,5 kilométer teljesítése után, Komádi déli határrészei felől, a 4234-es pedig délnek folytatódik, Kossuth utca néven. 14,6 kilométer után egy piskóta-körforgalomba ér, ebbe a körforgalomba északnyugat felől a belváros egyik utcája, a Bocskai utca csatlakozik, délkelet felől pedig a 4235-ös út, 7,6 kilométer megtétele után, Okány felől. Az út innen még egy darabig – a 15,8 kilométer eléréséig, illetve a régi okányi át kiágazásáig – változatlanul a Kossuth utca nevet viseli, dél felé húzódva, majd onnan Békési út néven folytatódik, a belterület legdélebbi részéig, amit további egy kilométer után ér el.
20,2 kilométer után átlép Bélmegyer területére, majd kevéssel azután kiágazik belőle nyugati irányban a 4237-es út: ez vezet a község központjába és onnan tovább Mezőberénybe. A 4234-es út bélmegyeri lakott területeket nemigen érint, csak a Wenckheim-vadászkastély (a 2000-es évek óta Kárász-kastély) felé ágazik ki belőle egy alsóbbrendű mellékút nyugat felé, a 21,850-es kilométerszelvénye táján. 24,4 kilométer után az út keresztez egy kisebb vízfolyást, majd annak déli partján, nem sokkal ezután átszeli Tarhos határát.
Tarhos települést ugyancsak nem érinti, oda csak a 4238-as út ágazik ki belőle nyugati irányban, a 26,650-es kilométerszelvényénél. 31,2 kilométer teljesítése után már Doboz területén jár, a község lakott területének északi szélét a 35. kilométerénél éri el. Vésztői úton kanyarog az északi községrészben, majd 35,7 kilométer után, a központban beletorkollik a 4244-es út, 7 kilométer után, Sarkad felől. Ott nyugatnak fordul, keresztezi a Fekete-Körös egy holtágát, majd nyugat-délnyugati irányban folytatódik, előbb Kossuth tér, majd Nagy utca néven. 37,3 kilométer után hagyja el a község utolsó házait, 38,2 kilométer után pedig áthalad a Kettős-Körös fölött.
A 38,450-es kilométerszelvényénél, még dobozi területen egy elágazáshoz ér: tovább egyenesen délnyugat felé a 4239-es út ágazik ki belőle Gerla és Békéscsaba központja felé, a 4234-es pedig délkelet felé folytatódik. Kevéssel a 43. kilométere előtt lépi át Gyula határát, a város északi szélét 46,5 kilométer után éri el. Ott dobozi út néven húzódik, utolsó méterei előtt nem sokkal keresztezi a Békéscsaba–Kötegyán–Vésztő–Püspökladány-vasútvonalat (nyílt vonali szakaszon, de nem messze Gyula vasútállomás térségének keleti szélétől), majd véget is ér, beletorkollva a Furtától idáig húzódó 4219-es útba, annak 66,750-es kilométerszelvényénél.
Teljes hossza, az országos közutak térképes nyilvántartását szolgáló kira.gov.hu adatbázisa szerint 47,997 kilométer.

## Jellemzői
Az út jellemzően elég rossz állapotban van. Az egyik legkátyúsabb szakasza a Doboz és a Kettős-Körös közötti rövid útszakasz. Vannak azonban jó állapotban lévő részei is, ilyen például a Vésztő és a tarhosi kanyar közötti – körülbelül tíz kilométer hosszú – szakasza is.

## Települések az út mentén
- Szeghalom
- Vésztő
- (Bélmegyer)
- (Tarhos)
- Doboz
- Gyula

## Története
A Kartográfiai Vállalat által 1970-ben kiadott, 1:525 000 léptékű Magyarország autótérképe két szakaszát – a tarhosi elágazástól Dobozig, majd Gerlától egy rövidebb szakaszt Gyula felé – "nem pormentes egyéb út" jelöléssel szerepelteti, csak a többi szakaszát tünteti fel pormentes útként.